# فينلاي ماكدونالد
فينلاي ماكدونالد (بالإنجليزية: Finlay MacDonald)‏ هو موسيقي وكاتب أغاني بريطاني، ولد في 1978.

## وصلات خارجية
- فينلاي ماكدونالد على موقع ميوزك برينز (الإنجليزية)
- فينلاي ماكدونالد على موقع ميوزك برينز (الإنجليزية)
- فينلاي ماكدونالد على موقع ديسكوغز (الإنجليزية)